# Desa Wanajaya (administrativ by i Indonesien, lat -6,34, long 107,77)
Desa Wanajaya är en administrativ by i Indonesien.   Den ligger i provinsen Jawa Barat, i den västra delen av landet, 100 km öster om huvudstaden Jakarta.